# NAOMI

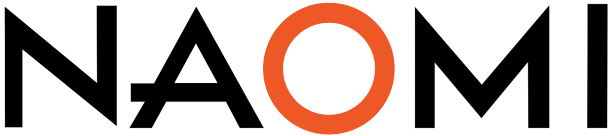
NAOMI標誌

NAOMI（全称为New Arcade Operation Machine Idea），是世嘉继研发Model 3之后於1998年11月推出的街机基板。
NAOMI這個名字是由當時世嘉的副社長鈴木久司提出，以英國超級名模娜奧美·金寶（Naomi Campbell）命名來作為世嘉Model系列後繼型號。

## 概况
| CPU      | 日立SH4          |
| GPU      | PowerVR Series 2 |
| 声音卡   | Yamaha AICA      |
| 存储介质 | GD-ROM           |

## 特征
由于该基板采用与世嘉本公司研发的Dreamcast游戏机几乎相同的硬件结构，因此Dreamcast与NAOMI游戏的跨平台移植十分容易，基板对3D图形的解析性能亦非常强大，另外，由于使用的储存介质为装取便捷的GD-ROM，可读取游戏数据容量增大的同时，进一步降低了制造成本。但坊间亦传出对使用GD-ROM做为储存介质基板稳定性的质疑声音。
随后世嘉又推出了升级版基板NAOMI2，具有更强的3D性能，但基本结构与NAOMI相似。
NAOMI基板上的名作有CVS，VR战士4，疯狂出租车等。